# Heteralonia eremophila
Heteralonia eremophila är en tvåvingeart som först beskrevs av Greathead 1970.  Heteralonia eremophila ingår i släktet Heteralonia och familjen svävflugor. Inga underarter finns listade i Catalogue of Life.